# Haemaltica wiesneri
Haemaltica wiesneri es una especie de insecto coleóptero de la familia Chrysomelidae. Fue descrita científicamente en 1986 por Doberl.